# Třebovské stěny
Třebovské stěny – długi, zalesiony grzbiet długości około 5 km w powiecie Ujście nad Orlicą. Nie jest jednostką geomorfologiczną, ale tylko formacją geomorfologiczną,  należącą odpowiednio do podprowincji Płyta Czeska, makroregionu Płyta Wschodnioczeska, mezoregionu Wyżyna Switawska, mikroregionu Wyżyna Czeskotrzebowska, do Hřebečskiego hřbetu i dalej do Lanšperskiego hřbetu. Pod stromą stroną znajdują się wsie Damníkov, Rudoltice, Ostrov i Dolní Dobrouč, na drugiej stronie grzbiet stopniowo przechodzi do obniżenia, pod którym leży miasto Česká Třebová. Najwyższy szczyt Třebovskich stěn to Palice (613 m). Na 50 ha pośrodku lasu został utworzony rezerwat Třebovské stěny.